# Birotegaeus biroi
Birotegaeus biroi är en kvalsterart som först beskrevs av Balogh 1970.  Birotegaeus biroi ingår i släktet Birotegaeus och familjen Eutegaeidae. Inga underarter finns listade.